# 30度ルール

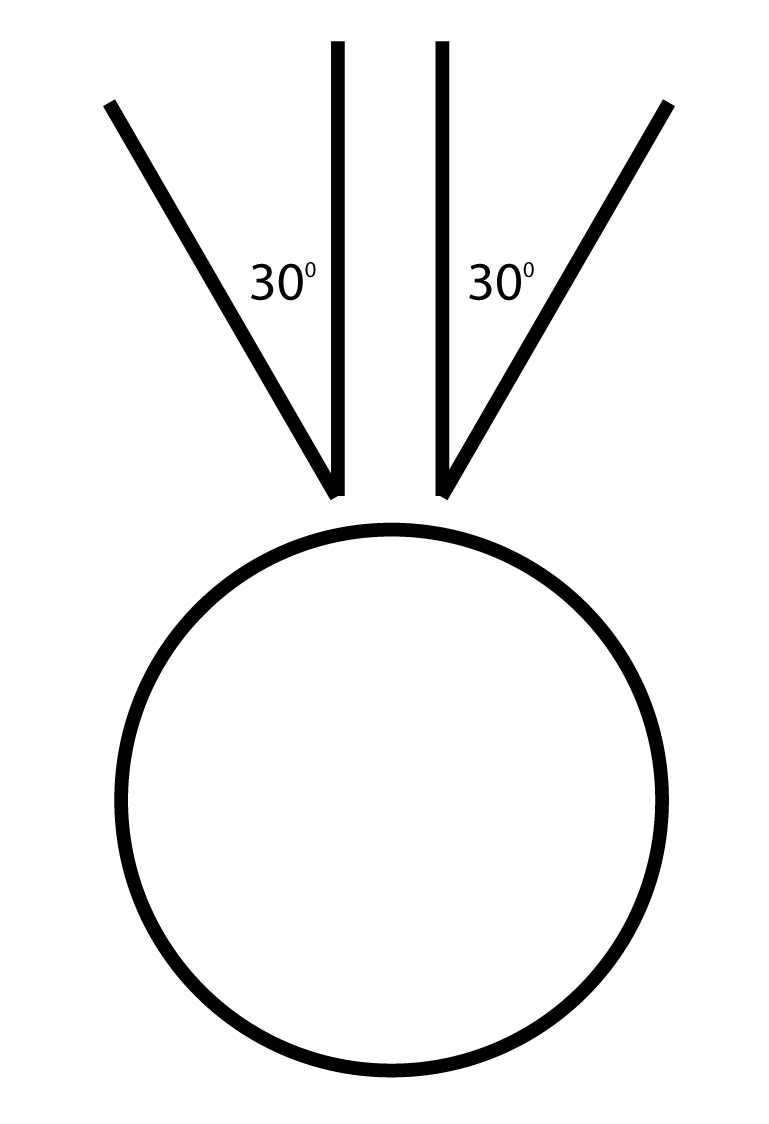
30度と人間の両眼視機能の関係

30度ルール（さんじゅうどルール、30-degree rule）とは、基本的な映画編集のルールで、同じ被写体を角度を変えて撮影し、編集で繋ぐ時、その角度を30度より大きくする、というもの。もし30度以内だと同じカットで時間が飛んだように、つまり、ジャンプカットに見えてしまう。その結果、視聴者は混乱し、場合によっては物語そっちのけで映画のテクニックばかり気にすることになりかねない。
角度が30度違えば、違うカットに見える。ただし、カメラの動きはイマジナリーラインを越えず、被写体の片側にとどまる。この場合、焦点距離を20mm以上変える（被写体の大きさを変える）ことが望まれる。このため、30度ルールを20 mm/30度ルール（20 mm/30 degree rule）と呼ぶこともある。角度を変えないジャンプカットで焦点距離（被写体の大きさ）を変えたものは「Axial cut」で独特の効果が得られる。
ティモシー・コリガンとパトリシア・ホワイトはその著書『The Film Experience』でこう述べている。「このルールは、視点を変えてアクションを撮ることでそのカットの意味を強調することが目的である。2つのショットの角度の差が30度以内だと、無駄で連続していないカットと知覚してしまう」。時間の経過を表すため、あるいは美的スタイルとしてジャンプカットを用いるのでない限り、映画製作者はそうなることを避けるよう務めている。30度ルールを守らないと、2つのショットは非常に似たものになるのでカットの意味がない、目障りなものになる。